# Iwan Balczenko
Iwan Andriejewicz Balczenko, ros. Иван Андреевич Бальченко (ur. 19 czerwca 1999 w Rostowie nad Donem) – rosyjski łyżwiarz figurowy, startujący w parach sportowych z Jasminą Kadyrową. Medalista zawodów z cyklu Grand Prix i Challenger Series.

## Osiągnięcia

### Z Jasminą Kadyrową
| Zawody                 | 19–20          | 20–21          | 21–22          |                |                |                |                |                |                |                |                |                |                |                |                |                |                |
| Międzynarodowe         | Międzynarodowe | Międzynarodowe | Międzynarodowe | Międzynarodowe | Międzynarodowe | Międzynarodowe | Międzynarodowe | Międzynarodowe | Międzynarodowe | Międzynarodowe | Międzynarodowe | Międzynarodowe | Międzynarodowe | Międzynarodowe | Międzynarodowe | Międzynarodowe | Międzynarodowe |
| ---------------------- | -------------- | -------------- | -------------- | -------------- | -------------- | -------------- | -------------- | -------------- | -------------- | -------------- | -------------- | -------------- | -------------- | -------------- | -------------- | -------------- | -------------- |
| GP Rostelecom Cup      |                | 4              | 3              |                |                |                |                |                |                |                |                |                |                |                |                |                |                |
| CS Warsaw Cup          |                |                | 3              |                |                |                |                |                |                |                |                |                |                |                |                |                |                |
| Memoriał Dienisa Tiena |                |                | 3              |                |                |                |                |                |                |                |                |                |                |                |                |                |                |
| Krajowe                |                |                |                |                |                |                |                |                |                |                |                |                |                |                |                |                |                |
| Mistrzostwa Rosji      |                | 6              | 9              |                |                |                |                |                |                |                |                |                |                |                |                |                |                |